# Shanklin-Gletscher
Der Shanklin-Gletscher ist ein Gletscher in der antarktischen Ross Dependency. In der Hughes Range des Königin-Maud-Gebirges fließt er vom Mount Waterman in südöstlicher Richtung und mündet 8 km westlich des Ramsey-Gletschers in den Muck-Gletscher.
Das Advisory Committee on Antarctic Names benannte ihn 1966 nach Chief Warrant Officer David M. Shanklin von der United States Army, der zur Abordnung für die Luftunterstützung der Expedition von Wissenschaftlern der Texas Tech University zum Shackleton-Gletscher (1964–1965) gehört hatte.